# Karjala Cup 2015
21. edycja turnieju Karjala Cup została rozegrana w dniach 5-8 listopada 2015 roku. Wzięły w nim udział cztery reprezentacje: Czech, Szwecji, Finlandii i Rosji. Każdy zespół rozegrał po trzy spotkania, łącznie odbyło się sześć meczów. Pięć spotkań rozegrano w hali Hartwall Arena w Helsinkach, jeden mecz odbył się w szwedzkim Örnsköldsvik w hali Fjällräven Center. Turniej był pierwszym, zaliczanym do klasyfikacji Euro Hockey Tour w sezonie 2015/2016.
Zwycięzcą turnieju po raz czwarty została reprezentacja Szwecji.

## Wyniki
| 5 listopada 2015 | Finlandia | 2:1 | Rosja | Hartwall Arena, Helsinki |

| Szczegóły      | Szczegóły                                     | Szczegóły       | Szczegóły               | Szczegóły                                                                                                |
| -------------- | --------------------------------------------- | --------------- | ----------------------- | --- |
| Godzina: 18:30 | L. Kukkonen (EQ) 16:56 P. Kontiola (PP) 49:58 | (1:1, 0:0, 1:0) | 15:22 (EQ) I. Kowalczuk | Widzów: 7631 Sędzia główny: Mikael Sjöqvist Marcus Linde Sędziowie liniowi: Pasi Nieminen Hannu Sormunen |
| Godzina: 18:30 | 2 min. kar                                    |                 | 14 min. kar             | Widzów: 7631 Sędzia główny: Mikael Sjöqvist Marcus Linde Sędziowie liniowi: Pasi Nieminen Hannu Sormunen |

| 5 listopada 2015 | Szwecja | 6:2 | Czechy | Fjällräven Center, Örnsköldsvik |

| Szczegóły      | Szczegóły | Szczegóły       | Szczegóły                                | Szczegóły                                                                                                 |
| -------------- | --- | --------------- | ---------------------------------------- | --- |
| Godzina: 19:15 | J. Fransson (PP) 03:24 J. Ericsson (PP) 04:02 J. Lundqvist (EQ) 32:27 R. Rosén (EQ) 37:15 M. Sörensen (EQ) 53:29 J. Lundqvist (EQ) 58:43 | (2:0, 2:0, 2:2) | 50:59 (EQ) M. Gulaš 56:11 (EQ) J. Hruska | Widzów: 5735 Sędzia główny: Roman Gofman Aleksiej Rawodin Sędziowie liniowi: Johannes Käck Emil Yletyinen |
| Godzina: 19:15 | 14 min. kar |                 | 16 min. kar                              | Widzów: 5735 Sędzia główny: Roman Gofman Aleksiej Rawodin Sędziowie liniowi: Johannes Käck Emil Yletyinen |

| 7 listopada 2015 | Rosja | 6:3 | Szwecja | Hartwall Areena, Helsinki |

| Szczegóły      | Szczegóły | Szczegóły       | Szczegóły                                                      | Szczegóły                                                                                                 |
| -------------- | --- | --------------- | -------------------------------------------------------------- | --- |
| Godzina: 13:00 | D. Apalkow (EQ) 09:03 S. Moziakin (EQ) 28:19 N. Prochorkin (EQ) 38:43 W. Szypaczow (EQ) 39:37 W. Szypaczow (EQ) 46:56 I. Kowalczuk (EN) 58:51 | (1:0, 3:2, 2:1) | 21:51 (EQ) L. Omark 30:03 (EQ) A. Engqvist 43:26 (EQ) R. Rosén | Widzów: 4377 Sędzia główny: Mikko Kaukokari Stefan Fonselius Sędziowie liniowi: Hannu Sormunen Henri Neva |
| Godzina: 13:00 | 4 min. kar |                 | 4 min. kar                                                     | Widzów: 4377 Sędzia główny: Mikko Kaukokari Stefan Fonselius Sędziowie liniowi: Hannu Sormunen Henri Neva |

| 7 listopada 2015 | Czechy | 1:2 | Finlandia | Hartwall Areena, Helsinki |

| Szczegóły      | Szczegóły           | Szczegóły       | Szczegóły                                   | Szczegóły                                                                                            |
| -------------- | ------------------- | --------------- | ------------------------------------------- | --- |
| Godzina: 17:00 | M. Gulaš (EQ) 29:58 | (0:0, 1:1, 0:1) | 36:16 (EQ) T. Huhtala 41:20 (EQ) K. Kuusela | Widzów: 9879 Sędzia główny: Mikael Sjöqvist Marcus Linde Sędziowie liniowi: Joonas Saha Jani Pesonen |
| Godzina: 17:00 | 2 min. kar          |                 | 2 min. kar                                  | Widzów: 9879 Sędzia główny: Mikael Sjöqvist Marcus Linde Sędziowie liniowi: Joonas Saha Jani Pesonen |

| 8 listopada 2015 | Rosja | 3:4 pk. | Czechy | Hartwall Areena, Helsinki |

| Szczegóły      | Szczegóły                                                            | Szczegóły                 | Szczegóły                                                                           | Szczegóły                                                                                                   |
| -------------- | -------------------------------------------------------------------- | ------------------------- | ----------------------------------------------------------------------------------- | --- |
| Godzina: 13:00 | S. Szyrokow (EQ) 24:51 M. Grigorjew (EQ) 44:07 W. Antipin (PP) 55:41 | (0:0, 1:1, 2:2, 0:0, 0:1) | 20:26 (EQ) T. Zohorna 49:41 (PP) M. Doudera 51:47 (EQ) M. Gulaš 65:00 (SO) J. Kovář | Widzów: 3384 Sędzia główny: Aleksi Rantala Jari-Pekka Pajula Sędziowie liniowi: Masi Puolakka Pasi Nieminen |
| Godzina: 13:00 | 6 min. kar                                                           |                           | 12 min. kar                                                                         | Widzów: 3384 Sędzia główny: Aleksi Rantala Jari-Pekka Pajula Sędziowie liniowi: Masi Puolakka Pasi Nieminen |

| 8 listopada 2015 | Finlandia | 2:3 | Szwecja | Hartwall Areena, Helsinki |

| Szczegóły      | Szczegóły                                   | Szczegóły       | Szczegóły                                                          | Szczegóły |
| -------------- | ------------------------------------------- | --------------- | ------------------------------------------------------------------ | --- |
| Godzina: 17:00 | S. Lepistö (PP) 34:48 K. Kuusela (PP) 59:52 | (0:1, 1:1, 1:1) | 13:46 (EQ) J. Lundqvist 23:43 (EQ) J. Ericsson 49:13 (EQ) L. Omark | Widzów: 11295 Sędzia główny: Aleksi Rantala Jari-Pekka Pajula Sędziowie liniowi: Masi Puolakka Pasi Nieminen |
| Godzina: 17:00 | 4 min. kar                                  |                 | 8 min. kar                                                         | Widzów: 11295 Sędzia główny: Aleksi Rantala Jari-Pekka Pajula Sędziowie liniowi: Masi Puolakka Pasi Nieminen |

## Klasyfikacja
| Poz. | Zespół    | M | Pkt | Z | WpD | PpD | P | G+ | G- | +/- |
| ---- | --------- | - | --- | - | --- | --- | - | -- | -- | --- |
| 1    | Szwecja   | 3 | 6   | 2 | 0   | 0   | 1 | 12 | 10 | +2  |
| 2    | Finlandia | 3 | 6   | 2 | 0   | 0   | 1 | 6  | 5  | +1  |
| 3    | Rosja     | 3 | 4   | 1 | 0   | 1   | 1 | 10 | 9  | +1  |
| 4    | Czechy    | 3 | 2   | 0 | 1   | 0   | 2 | 7  | 11 | -4  |

## Wyróżnienia indywidualne
- Klasyfikacja kanadyjska:

Najlepsi zawodnicy na każdej pozycji wybrani przez dyrektoriat turnieju:
- Bramkarz:
- Obrońca:
- Napastnik: